# Kongsvingerbanen
Kongsvingerbanen er en jernbanestrækning i Norge, der går mellem Lillestrøm og Kongsvinger. Banen blev åbnet 3. oktober 1862. Med Grensebanen er Kongsvingerbanen tilknyttet det svenske jernbanenet ved Charlottenberg over Furumoen. Solørbanen grener af på Kongsvinger Station.
Banen er 115 km lang (medberegnet Grensebanen) og blev elektrificeret i 1951.
De vigtigste stoppesteder langs Kongsvingerbanen er Fetsund, Sørumsand, Årnes, Skarnes og Kongsvinger. Banen trafikeres af NSB lokaltog, Värmlandstrafikens tog til Karlstad og SJs tog til Stockholm. Banen har også gennemgående godstrafik som tømmertransport fra Solør. Tidligere gik toge som Linx og Kungspilen her.